# ジェームズ・スティーヴンス (俳優)
ジェームズ・スティーヴンス（James Stephens、1951年5月18日 - ）は、アメリカ合衆国のテレビ、映画俳優。テレビ・シリーズ『The Paper Chase』（1978年 – 1986年）の主人公ジェームズ・T・ハート (James T. Hart) 役で最もよく知られている。

## 経歴
ジェームズ・スティーヴンスは、1951年5月18日に、ニューヨーク州マウント・キスコで生まれた。最もよく知られている役は、テレビ・シリーズ『The Paper Chase』（1978年 – 1986年）の主人公、理想主義的なミネソタ州生まれの法学生ジェームズ・T・ハート (James T. Hart) であるが、この役は、もともと同名の映画『ペーパーチェイス 』（1973年）で、ティモシー・ボトムズが演じた役であった。他には、テレビ・シリーズ『名探偵ダウリング神父』（1989年 - 1991年）のフィリップ・プレストウィック神父役でも知られている。
1994年の映画『ゲッタウェイ』（1972年の作品のリメイク）では、獣医ハロルド・カーヴェイ (Harold Carvey) 役を演じた。
スティーヴンスがゲスト・スターとして出演した作品には、『バフィー 〜恋する十字架〜』、『Dr.マーク・スローン』、『L.A.ロー 七人の弁護士』、『Matlock』、『こちらブルームーン探偵社』、『マッシュ』、『Eischied』、『The Blacklist』シーズン2第18話「Vanessa Cruz」、『ジェシカおばさんの事件簿』（複数の役で出演）、『女刑事キャグニー&レイシー』（数回出演）、『St. Elsewhere』の1945年の回想シーンにおける、若き日のアウシュランダー医師 (the young Doctor Auschlander) 役などがある。
近年では、『シャーロック・ホームズ』（2009年）や『魔法使いの弟子』（2010年）に出演している。
テレビ・シリーズ『The Paper Chase』では、シーズン4で「Mistaken Identity」の回の監督も務めた。